# Águas de Lindóia
Águas de Lindóia is een gemeente in de Braziliaanse deelstaat São Paulo. De gemeente telt 16.341 inwoners (schatting 2009).